# Disocactus ackermannii
Disocactus ackermannii (лат.) — эпифитный кактус, вид цветковых растений рода Дизокактус (Disocactus) семейства Кактусовые (Cactaceae). Произрастает в тропических лесах штатов Веракрус и Оахака в Мексике.

## Таксономия
Первоначально вид был назван Epiphyllum ackermannii Адрианом Харди Хэуортом в 1829 году. Название Epiphyllum ackermannii последовательно перешло к Cactus ackermannii (1830), Cereus ackermannii (1837), Phyllocactus ackermannii (1842) и Nopalxochia ackermannii (1935), прежде чем стало известно о Disocactus ackermannii (1991).
Nopalxochia conzattianum был назван Томасом Бейли Макдугаллом в 1947 году. Впоследствии оно было перенесено к Pseudonopalxochia conzattianum (1959) и Nopalxochia ackermannii var. conzattianum (1981) до появления Disocactus ackermannii var. conzattianum (1991).
В настоящее время различают две разновидности:
- D. a. var. ackermannii имеет более длинные кладодии (уплощённые части стебля) длиной 35-75 см и более длинные листочки околоцветника длиной 7-10 см.
- D. a. var. conzattianum имеет более короткие кладодии длиной 10-50 см, более короткие гипантии длиной 2,8 см и более короткие листочки околоцветника длиной 4-6 см[4][5].

## Описание
Disocactus ackermannii — эпифитный кактус, его стебли состоят из короткого округлого основания, около 10-18 см длиной, за которым следуют более длинные приплюснутые листовидные части, 10-75 см длиной и 5-7 см шириной с волнистыми краями. Растение ветвится от основания и изгибается вниз, будучи в общей сложности около 1 м длиной. Алые цветки с зеленоватым зевом воронкообразные, 11-15 см до 15 см в поперечнике. Тычиночные нити красные, но основание обычно зеленоватое. Пыльники бледно-розовые. Столбик красный. Рыльце пурпурное. Плоды зелёные или коричневато-красные длиной 4 см и шириной 2-2,5 см (0,8-1,0 дюйма).

## Распространение и местообитание
D. ackermannii произрастает в штатах Чьяпас, Оахака, Пуэбла и Веракрус на юге Мексики. Растёт в туманных лесах гор Сьерра-Мадре-де-Оахака и нагорьях Чьяпас на высоте от 1800 до 2500 м над уровнем моря.

## Культивирование
В культуре Disocactus × jenkinsonii, гибрид D. phyllanthoides и D. speciosus, путают с D. ackermannii, поэтому его часто называют Phyllocactus ackermannii. Disocactus ackermannii удостоен награды Королевского садоводческого общества «за выдающиеся садовые качества». 

## Галерея

D. ackermannii
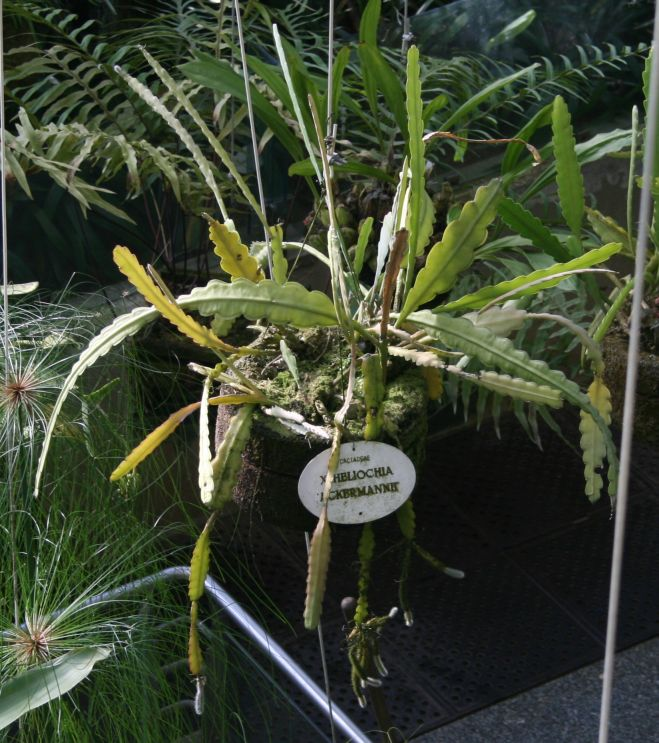
Общий вид
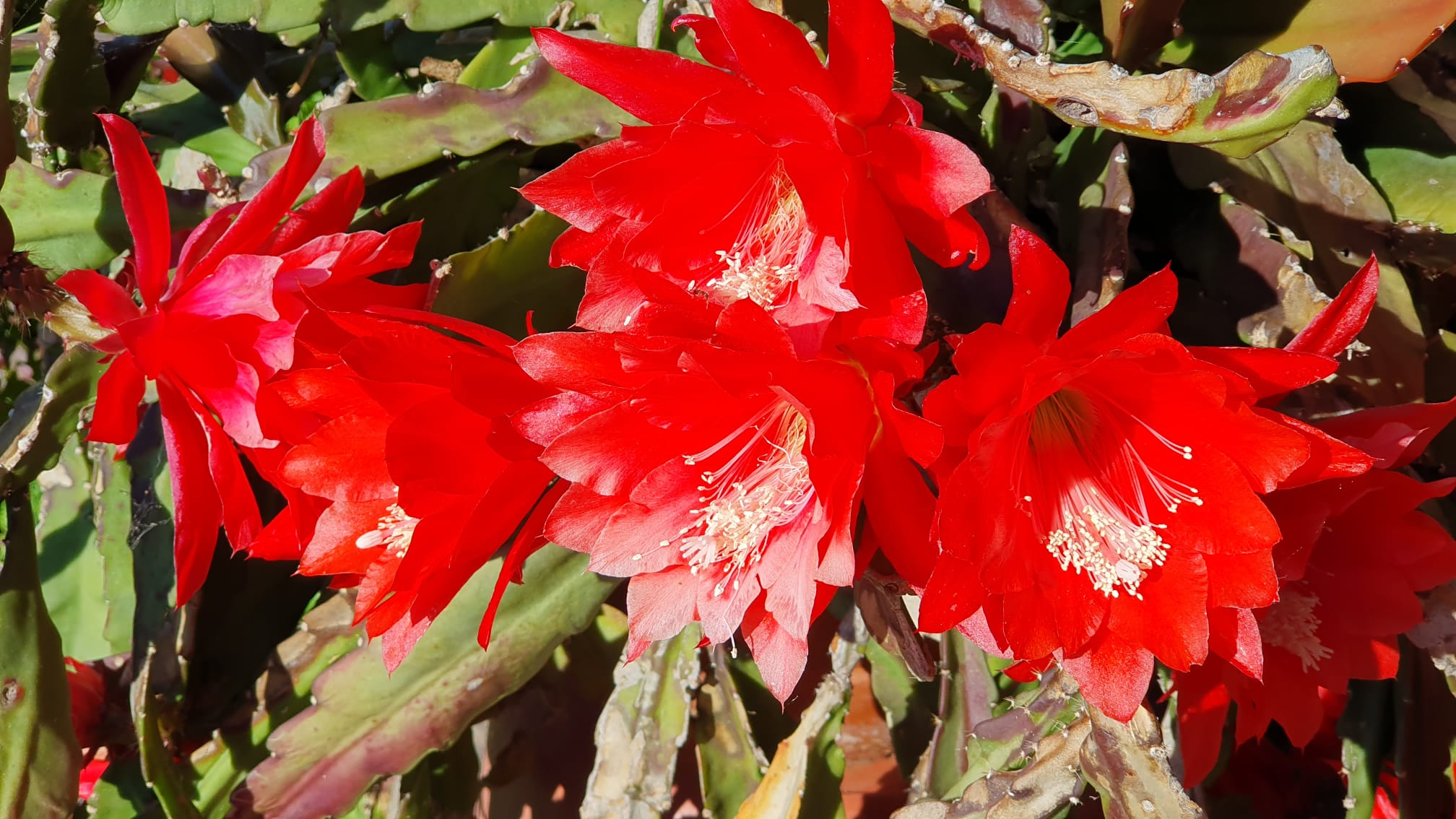
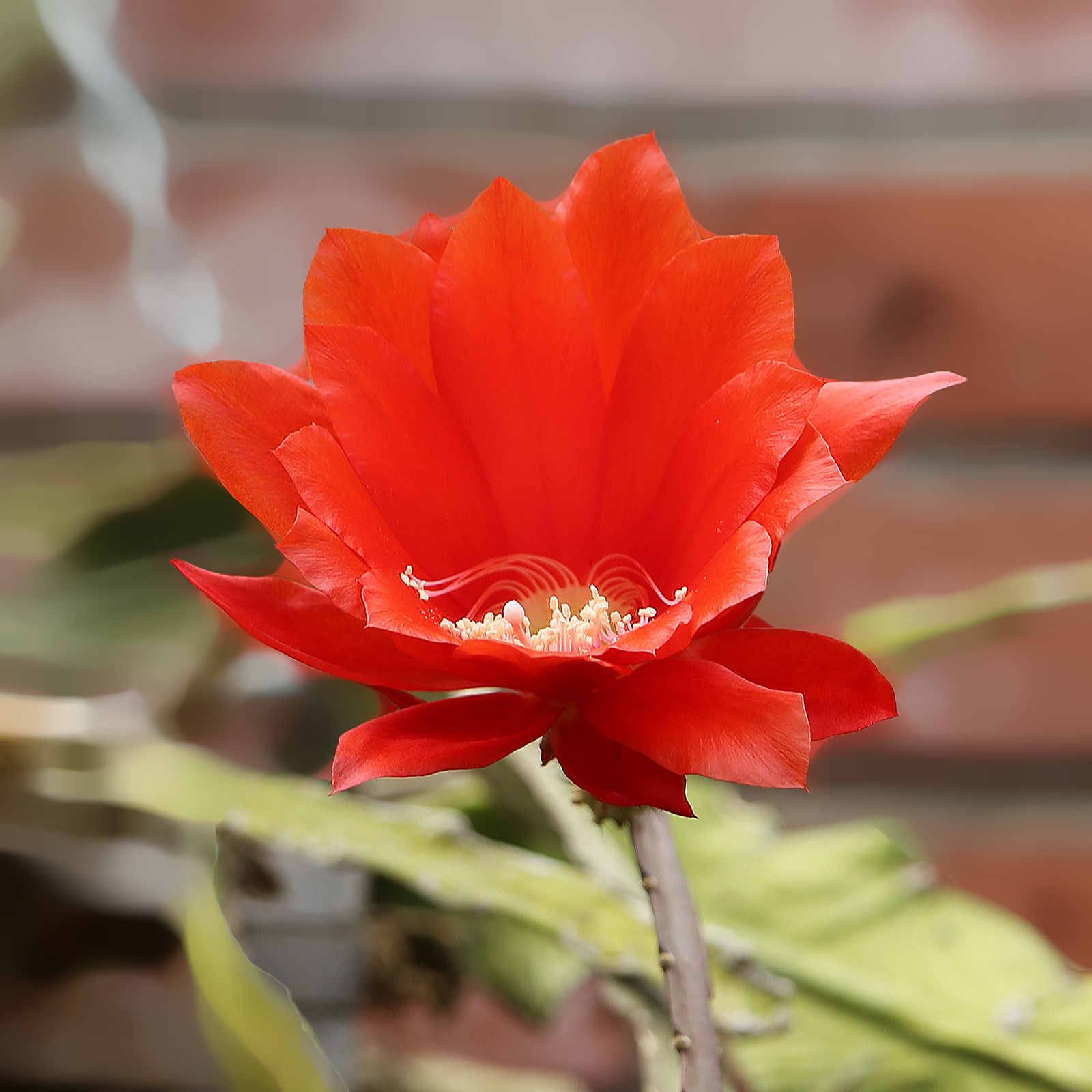
Цветок
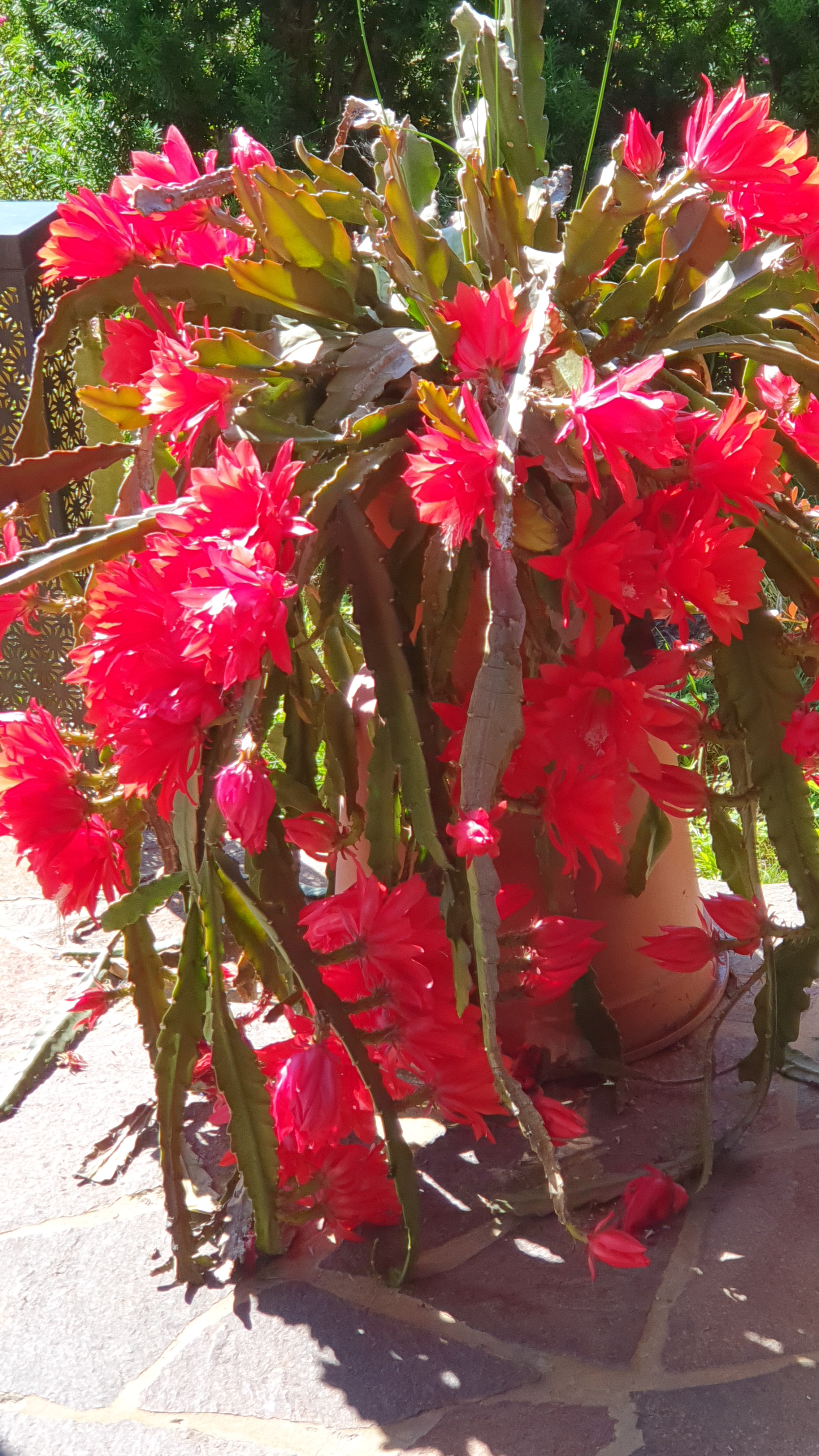
В культуре